# Binuangan
Binuangan is een gemeente in de Filipijnse provincie Misamis Oriental op het eiland Mindanao. Bij de laatste census in 2007 had de gemeente bijna 7 duizend inwoners.

## Geografie

### Bestuurlijke indeling
Binuangan is onderverdeeld in de volgende 8 barangays:
| - Dampias - Kitamban - Kitambis - Mabini - Mosangot - Nabataan - Poblacion - Valdeconcha |

## Demografie
Binuangan had bij de census van 2007 een inwoneraantal van 6.568 mensen. Dit zijn 644 mensen (10,9%) meer dan bij de vorige census van 2000. De gemiddelde jaarlijkse groei komt daarmee uit op 1,43%, hetgeen lager is dan het landelijk jaarlijks gemiddelde over deze periode (2,04%). Vergeleken met de census van 1995 is het aantal mensen met 1.194 (22,2%) toegenomen.

De bevolkingsdichtheid van Binuangan was ten tijde van de laatste census, met 6.568 inwoners op 30,43 km², 215,8 mensen per km².